# 러브 인 비즈니스 클래스
《러브 인 비즈니스 클래스》(Amour et Turbulences)는 2013년 공개된 프랑스의 로맨틱 코미디 영화이다.

## 줄거리
줄리는 결혼을 앞두고 뉴욕에서 파리로 돌아가는 비행기에 탑승한다. 그런데 옆 좌석에 앉은 승객이 다름 아닌 몇 년 전 열정적이고 혼란스러운 연애를 했던 전 남자친구 앙투안이다. 앙투안은 줄리가 곧 결혼할 상대가 있다는 사실에도 불구하고 7시간의 비행 시간 동안 그녀를 다시 유혹하려 한다. 두 사람은 처음 만났을 때부터 사랑에 빠진 순간, 그리고 헤어짐까지의 과거를 회상하며 격렬하고 로맨틱한 장면들을 재현한다. 이 과정 속에서, 평범할 수 있었던 비행은 두 사람의 인생에서 가장 감동적인 여행으로 변모한다.

## 배역
- 뤼디빈 사니에르 - 쥘리 역
- 니콜라 베도스 - 앙투안 역
- 조나탕 코엔 - 위고 역
- 아르노 뒤크레 - 프랑크 역
- 브리지트 카티용 - 클레르 역
- 재키 베로이어 - 아서 역
- 클레망틴 세라리에 - 마리 역
- 미셸 빌레모 - 조르주 역
- 릴라 살레 - 스테파니 역